# Zhang Rongqiao
Zhang Rongqiao (en chino simplificado, 张荣桥; nacido en marzo de 1966) es un físico e ingeniero aeroespacial chino, diseñador jefe de Tianwen-1, la primera misión china a Marte.

## Primeros años y educación
Zhang nació en marzo de 1966 en la localidad de Anling (en chino simplificado, 安凌镇), condado de Qimen, Huangshan, provincia de Anhui). 
Estudió secundaria en el Instituto Qimen nº 1. En 1984, fue admitido en la Universidad de Xidian y se licenció en 1988.  En 1991, se graduó en la Academia China de Tecnología Espacial con un máster en Ingeniería. Obtuvo su título EMBA en la Escuela de Economía y Gestión de la Universidad Tsinghua en 2002.

## Carera profesional
Zhang se incorporó al Instituto de Ingeniería de Información por Satélite de Pekín. En 2004, fue trasladado al Centro de Exploración Lunar de la Comisión de Ciencia, Tecnología e Industria para la Defensa Nacional, donde ha ejercido como diseñador jefe de Tianwen-1, la primera sonda china para Marte.  El 30 de mayo de 2021, fue elegido miembro del Comité Permanente de la Asociación China para la Ciencia y la Tecnología. 

## Distinciones y nombramientos
En 2021, Zhang fue incluido en Nature's 10, una lista de diez científicos que habían desempeñado un papel importante en los avances científicos durante ese año, elaborada por la revista científica Nature.
En octubre de 2022, Zhang fue elegido miembro suplente del Comité Central del Partido Comunista Chino en el 20º Congreso del Partido.
En 2023, Zhang fue elegido académico de la Academia China de Ciencias.